# 맨해튼 (칵테일)

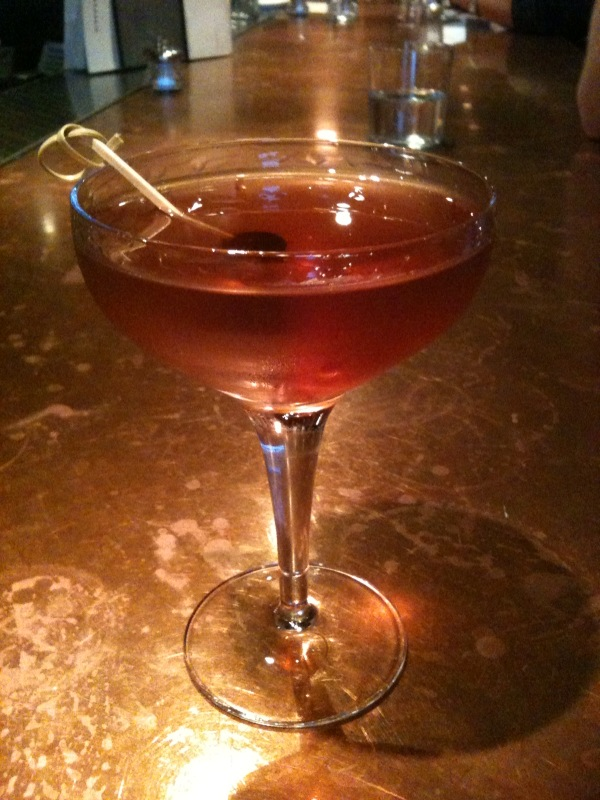
맨해튼

맨해튼(Manhattan)은 위스키 기반 칵테일의 일종이다. 이름의 유래로는 여러 설이 있지만, 뉴욕 맨해튼에서 유래했다는 설이 가장 유력시하다.